# Aéroport international de San Francisco
L'aéroport international de San Francisco (en anglais : San Francisco International Airport), connu localement sous le sigle SFO (code IATA : SFO • code OACI : KSFO), est un aéroport américain desservant San Francisco (Californie). S'agissant du trafic passagers, il est le septième des États-Unis et deuxième de Californie (après l'aéroport international de Los Angeles), classé 23e au monde en 2019, avec près de 58 millions de personnes en faisant usage.
L'aéroport est situé à 21 km au sud de la ville de San Francisco, dans un secteur non constitué en municipalité du comté de San Mateo, tout près des villes de Millbrae et de San Bruno. Il est une plateforme de correspondance (hub) pour United Airlines et Alaska Airlines, ainsi que le hub principal de l'ancienne compagnie Virgin America. L'aéroport international de San Francisco est l'un des trois principaux aéroports dans la région de la baie de San Francisco, avec ceux d'Oakland (aéroport international d'Oakland) et de San José (aéroport international de San José). En raison de la météo, il arrive qu'une seule piste sur quatre ne soit utilisable.

## Histoire
L'aéroport est l'œuvre des architectes Skidmore, Owings and Merrill et est inauguré le 7 mai 1927 sur 60 hectares de pâturage. À partir de 1935, Pan American World Airways (Pan Am) utilise les installations comme terminal pour son service « China Clipper » d'hydravions traversant l'océan Pacifique. Les vols nationaux réguliers ne débutent pas avant la Seconde Guerre mondiale, quand l'aéroport international d'Oakland est réquisitionné par l'armée et ses vols civils déplacés vers San Francisco. Depuis 1941, il abrite la Coast Guard Air Station San Francisco.

Logo de l'aéroport.
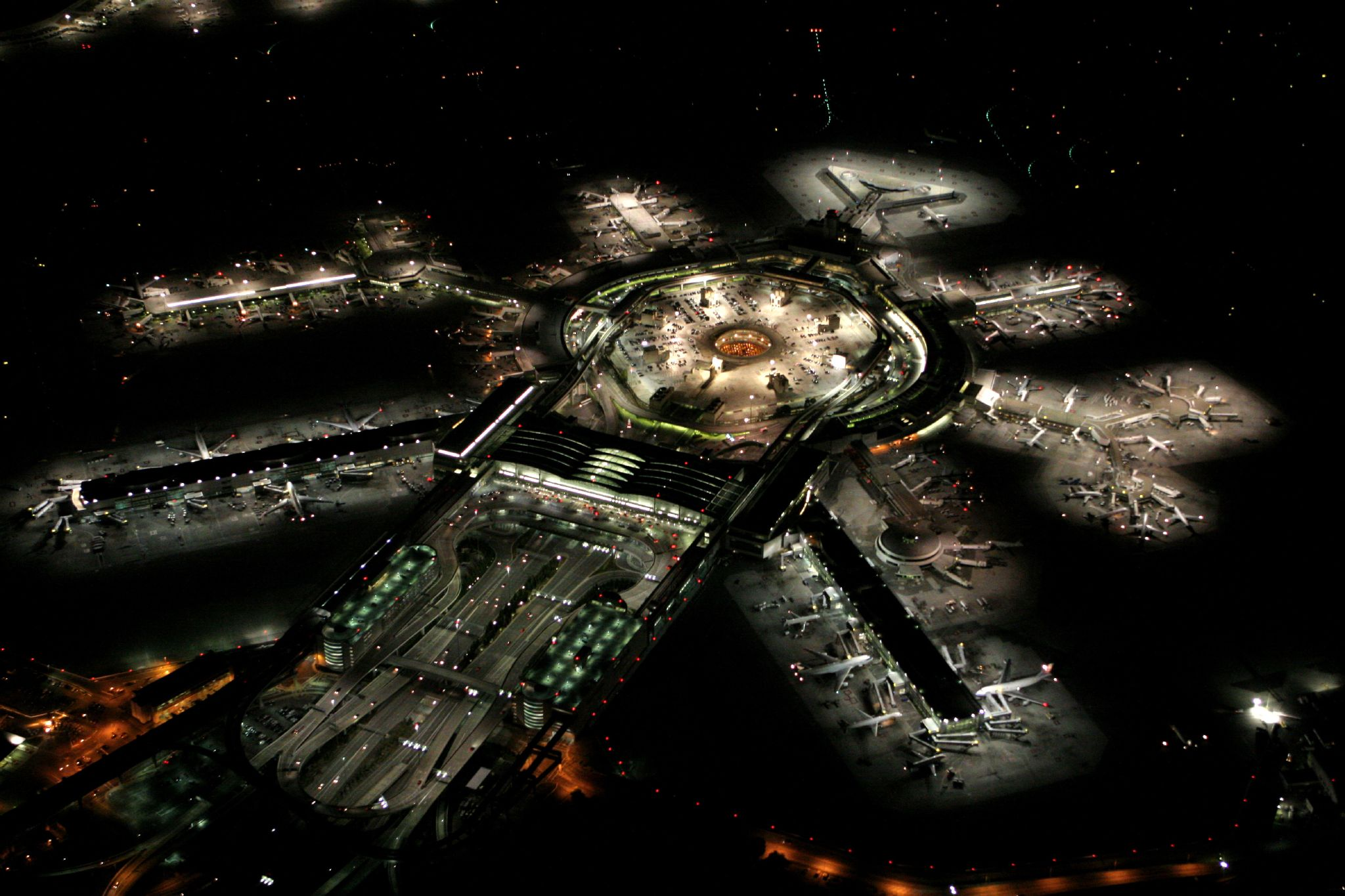
Vue aérienne de l'aéroport international de San Francisco, de nuit.
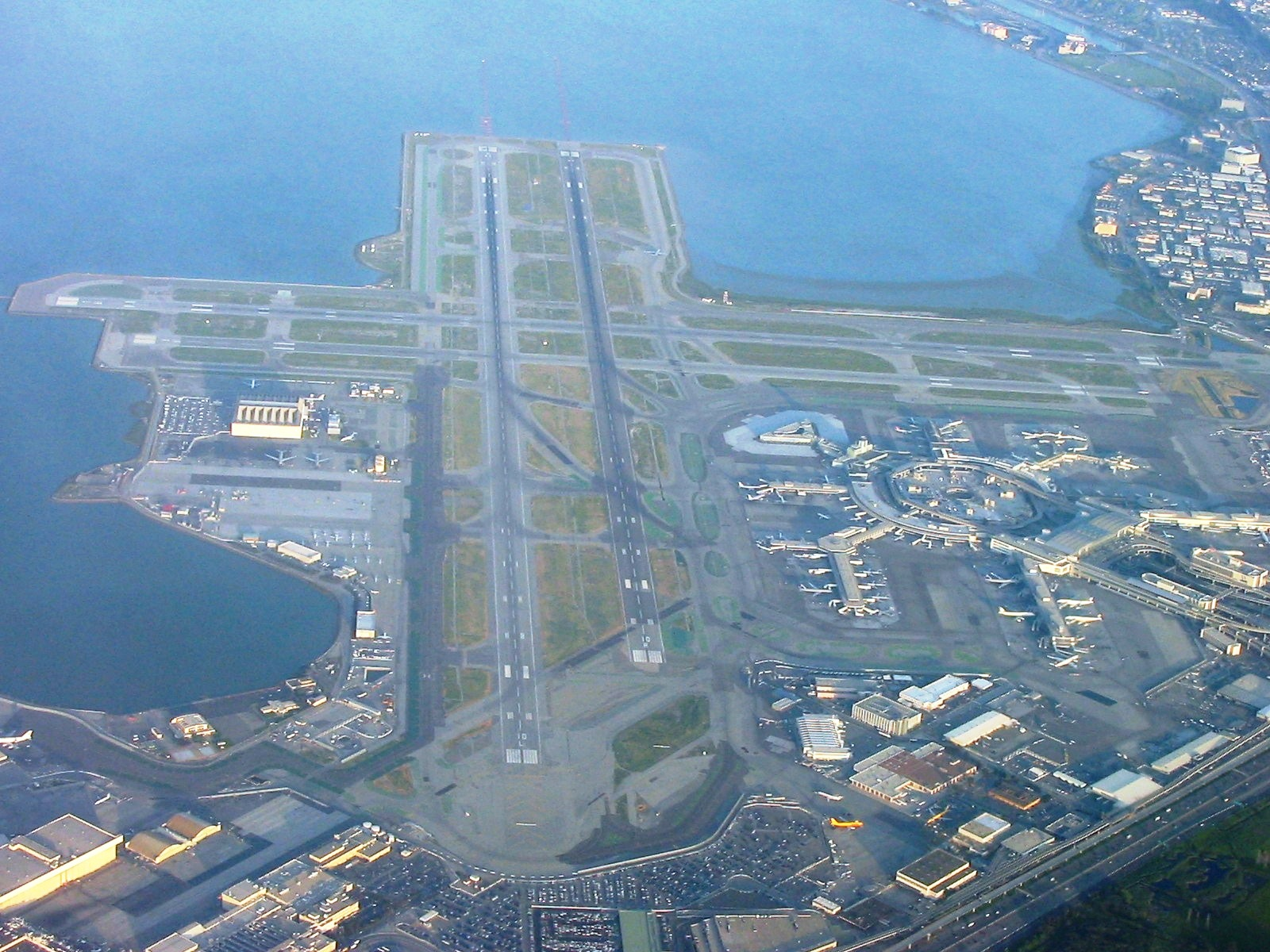
Vue aérienne de jour.
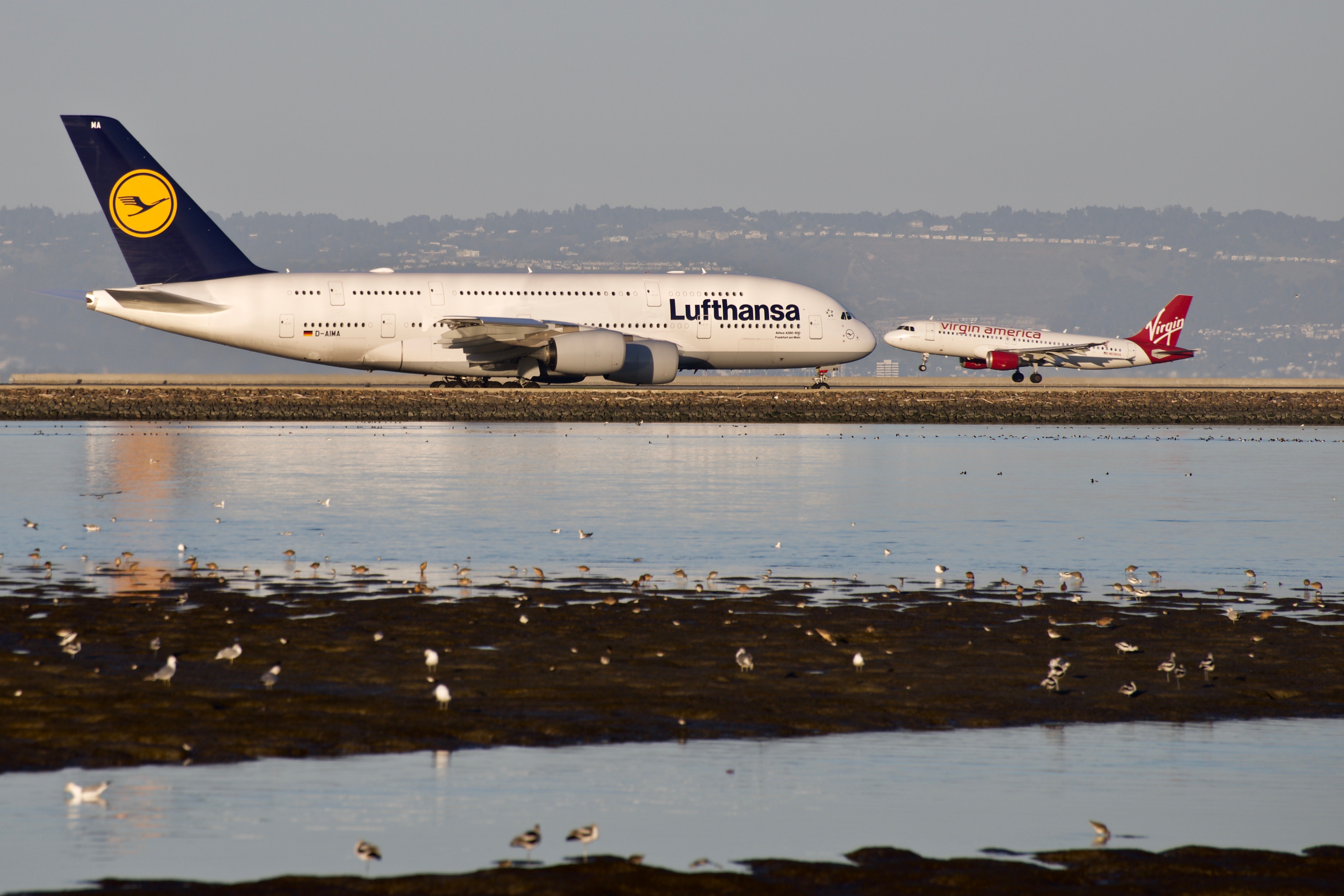
Deux avions se croisent à l'aéroport à proximité d'oiseaux.

Après la guerre, United Airlines élit domicile à SFO, utilisant le terminal de la Pan Am pour ses vols vers Hawaï et d'autres villes américaines. En 1954, le Central Passenger Terminal (CPT) ouvre ses portes. Les services de réactés commencent dans les années 1950 : United Airlines construit de grandes installations de maintenance à San Francisco pour ses nouveaux avions de type Douglas DC-8. En 1974, un nouveau terminal est construit pour les vols nationaux et le CPT devient un terminal international.

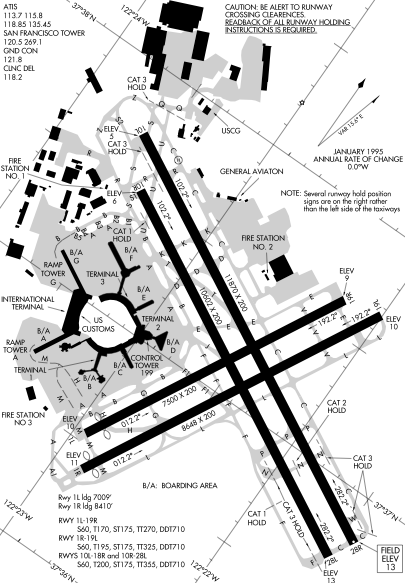
Plan de l'aéroport.

L'aéroport s'est étendu de façon continue à travers les décennies. Plus récemment, un nouveau terminal international d'un coût d'un milliard de dollars est ouvert en décembre 2000 et une extension du Bay Area Rapid Transit (BART) est mise en place vers l'aéroport le 22 juin 2003. Les passagers peuvent maintenant emprunter un train directement au terminal de l'aéroport en direction de San Francisco ou divers points de la baie. Les trains du BART fournissent également un voyage rapide vers Millbrae, où les passagers peuvent emprunter les trains de banlieue de Caltrain en direction de San José et de la péninsule de San Francisco et les bus de SamTrans (comté de San Mateo) vers la péninsule. En 2004 est inauguré le système de navettes automatiques AirTrain, transportant les passagers entre les terminaux de l'aéroport, les stationnements, la station du BART et le service de location de voitures dans de petits trains.

### Accidents
Le 31 janvier 2000, le vol 261 d’Alaska Airlines, sur le trajet Puerto Vallarta-San Francisco-Seattle-Tacoma, s’écrasa dans l’océan Pacifique, tuant tout le monde à bord.
L’un des quatre avions détournés qui s’écrasèrent le 11 septembre 2001, le vol United Airlines 93, allait de l’aéroport international Liberty de Newark vers San Francisco. SFO avait auparavant été la cible du projet Bojinka, un attentat terroriste avorté, en 1995.
Le 6 juillet 2013, le vol 214 de la compagnie Asiana Airlines opéré par un Boeing 777 s'écrase au moment de son atterrissage. L'avion aurait raté son atterrissage après avoir percuté une digue et s'être disloqué sur la piste avant de prendre feu. L'accident fait trois morts (3 adolescentes chinoises).

## Situation

### Carte des aéroports de San Francisco
| \| 30 km1:588 000 \| San Francisco-SFO Oakland-OAK San José-SJC Sonoma-STS |
| 30 km1:588 000                                                             |

### Carte des aéroports de Californie
| Burbank Santa Rosa Arcata CA Long Beach Merced Santa Monica Fresno Los Angeles Palm Springs Sacramento San Diego San Francisco San Jose Oakland Ontario Santa Ana Monterey Chico Crescent City Imperial Inyokern Mammoth Lakes Carlsbad Bakersfield Modesto Redding San Luis Obispo Santa Barbara Santa Maria Stockton Visalia |

### Carte des 30 principaux aéroports américains
| \| 500 km1:17 479 000 \| Atlanta Los Angeles Chicago · O'Hare Chicago · Midway Dallas · Fort Worth New York · JFK Newark · Liberty New York-LaGuardia Denver San Francisco Charlotte Las Vegas Phoenix Miami Houston Seattle Orlando Minneapolis · Saint-Paul Boston Détroit Philadelphie Fort Lauderdale · Hollywood Baltimore Washington · R. Reagan Washington · Dulles Salt Lake City San Diego Honolulu Tampa Portland |
| 500 km1:17 479 000 |

## Statistiques
Le graphique qui aurait dû être présenté ici ne peut pas être affiché car il utilise l'ancienne extension Graph, désactivée pour des questions de sécurité. Des indications pour créer un nouveau graphique avec la nouvelle extension Chart sont disponibles ici.

Voir la requête brute et les sources sur Wikidata.

## Compagnies aériennes et destinations
| Compagnies                    | Destinations | Refs   |
| ----------------------------- | --- | ------ |
| Aer Lingus                    | Dublin | [ 4 ]  |
| Aeroméxico                    | Guadalajara-M. Hidalgo y Costilla, Mexico-B. Juárez | [ 5 ]  |
| Air Canada                    | Montréal (P.-E.-Trudeau), Toronto (Pearson), Vancouver | [ 6 ]  |
| Air Canada Express            | Edmonton, Vancouver | [ 6 ]  |
| Air China                     | Pékin-Capitale | [ 7 ]  |
| Air France                    | Paris-Charles de Gaulle | [ 8 ]  |
| Air India                     | Bangalore-Kempegowda, Delhi-Indira Gandhi, Bombay-Chhatrapati-Shivaji | ,      |
| Air Transat                   | En saison : Montréal (P.-E.-Trudeau) | [ 11 ] |
| Air New Zealand               | Auckland | [ 12 ] |
| Alaska Airlines               | - Austin-Bergstrom, - Boise, - Boston Logan, - Cancún, - Chicago-O'Hare, - Dallas-Love Field, - Everett, - Honolulu, - Kahului, - Las Vegas-Harry-Reid, - Los Angeles, - Missoula, - Newark-Liberty, - New York-John F. Kennedy, - Santa Ana-J. Wayne, - Orlando, - Palm Springs, - Phoenix-Sky Harbor, - Portland, - Puerto Vallarta, - Redmond (Roberts Field) (en), - Salt Lake City, - San Diego, - Los Cabos, - Seattle-Tacoma, - Spokane, - Washington-Dulles, - Washington-Reagan En saison : - Anchorage-T.-Stevens, - Bozeman Yellowstone (en), - Fort Lauderdale-Hollywood, - Ixtapa/Zihuatanejo, - Jackson Hole, - Loreto, - Mazatlán, - Tampa | [ 13 ] |
| All Nippon Airways            | Tokyo-Haneda, Tokyo-Narita | [ 14 ] |
| American Airlines             | Charlotte-Douglas, Chicago-O'Hare, Dallas-Fort Worth, Los Angeles, Miami, New York-John F. Kennedy, Philadelphie, Phoenix-Sky Harbor | [ 15 ] |
| American Eagle                | Los Angeles | [ 15 ] |
| Asiana Airlines               | Séoul-Incheon |        |
| Avianca El Salvador           | San Salvador-M. O. A. Romero y Galdámez | [ 16 ] |
| Breeze Airways                | Cincinnati-Northern Kentucky , Louisville-Standiford Field, Provo (en), Richmond-Byrd Field, San Bernardino (en) | [ 18 ] |
| British Airways               | Londres-Heathrow | [ 19 ] |
| Cathay Pacific                | Hong Kong | [ 20 ] |
| China Airlines                | Taïwan-Taoyuan | [ 21 ] |
| Condor                        | En saison : Francfort | [ 22 ] |
| Copa Airlines                 | Panama-Tocumen | [ 23 ] |
| Delta Air Lines               | Atlanta H.-Jackson, Boston Logan, Détroit, Los Angeles, Minneapolis-Saint-Paul, New York-John F. Kennedy, Salt Lake City, Seattle-Tacoma | [ 24 ] |
| Delta Connection              | Seattle-Tacoma |        |
| Emirates                      | Dubaï | [ 25 ] |
| EVA Air                       | Taïwan-Taoyuan | [ 26 ] |
| Fiji Airways                  | Nadi | [ 27 ] |
| Flair Airlines                | Edmonton, Vancouver | [ 28 ] |
| French Bee                    | Tahiti-Faaa, Paris-Orly | [ 29 ] |
| Frontier Airlines             | Atlanta H.-Jackson, Dallas-Fort Worth, Denver, Las Vegas-Harry-Reid, Ontario, Phoenix-Sky Harbor | [ 30 ] |
| Hawaiian Airlines             | Honolulu, Kahului | [ 31 ] |
| Iberia                        | En saison : Madrid-Barajas | [ 32 ] |
| ITA Airways                   | Rome Léonard-de-Vinci/Fiumicino | [ 33 ] |
| Japan Airlines                | Tokyo-Haneda, Tokyo-Narita | [ 34 ] |
| JetBlue                       | Boston Logan, Fort Lauderdale-Hollywood, Los Angeles, New York-John F. Kennedy En saison : Cancún | [ 35 ] |
| KLM                           | Amsterdam | [ 36 ] |
| Korean Air                    | Séoul-Incheon | [ 37 ] |
| Level                         | En saison : Barcelone-El Prat | [ 38 ] |
| Lufthansa                     | Francfort, Munich-F. J. Strauß | [ 39 ] |
| Philippine Airlines           | Manille-N. Aquino | [ 40 ] |
| Qantas                        | Sydney-K. Smith | ,      |
| Qatar Airways                 | Doha-Hamad | [ 43 ] |
| Scandinavian Airlines         | Copenhague-Kastrup | [ 44 ] |
| Singapore Airlines            | Singapour-Changi | [ 45 ] |
| Southwest Airlines            | Burbank-Hollywood, Chicago-Midway, Denver, Las Vegas-Harry-Reid, Los Angeles, Phoenix-Sky Harbor, San Diego | [ 46 ] |
| Sun Country Airlines          | Minneapolis-Saint-Paul | [ 47 ] |
| Swiss International Air Lines | Zurich | [ 48 ] |
| TAP Air Portugal              | Lisbonne-H. Delgado | [ 49 ] |
| Turkish Airlines              | Istanbul | [ 50 ] |
| United Airlines               | - Atlanta H.-Jackson, - Auckland, - Austin-Bergstrom, - Baltimore-T. Marshall, - Bangalore-Kempegowda , - Pékin-Capitale, - Boise, - Boston Logan, - Brisbane, - Burbank-Hollywood, - Calgary, - Cancún, - Chengdu-Shuangliu, - Chicago-O'Hare, - Cleveland-Hopkins, - John Glenn Columbus, - Dallas-Fort Worth, - Denver, - Fort Lauderdale-Hollywood, - Francfort, - Hong Kong , - Honolulu, - Houston-George Bush, - Indianapolis, - Kahului, - Kona, - Kansas City, - Las Vegas-Harry-Reid, - Līhuʻe, - Londres-Heathrow, - Los Angeles, - Melbourne-Tullamarine, - Mexico-B. Juárez, - Munich-F. J. Strauß, - Nashville, - Newark-Liberty, - La Nouvelle-Orléans-L. Armstrong, - Omaha-Eppley, - Ontario, - Santa Ana-J. Wayne, - Orlando, - Osaka-Kansai, - Tahiti-Faaa, - Paris-Charles de Gaulle, - Philadelphie, - Phoenix-Sky Harbor, - Pittsburgh, - Portland, - Puerto Vallarta, - Raleigh-Durham, - Salt Lake City, - San Diego, - Los Cabos, - Seattle-Tacoma, - Séoul-Incheon, - Shanghai-Pudong, - Singapour-Changi, - Sydney-K. Smith, - Taïwan-Taoyuan, - Tampa, - Tel Aviv - Ben Gourion, - Tokyo-Haneda, - Tokyo-Narita, - Toronto (Pearson), - Vancouver, - Washington-Dulles, - Washington-Reagan En saison : - Albuquerque, - Amsterdam, - Anchorage-T.-Stevens, - Bozeman Yellowstone (en), - Eugène, - Fort Myers, - Jackson Hole, - Liberia-D.-Oduber, - Medford (Oregon), - Miami, - Palm Springs, - Redmond (Roberts Field) (en), - Rome Léonard-de-Vinci/Fiumicino , - San Antonio, - Santa Barbara (en), - Zurich | [ 54 ] |
| United Express                | - Albuquerque, - Austin-Bergstrom, - Bakersfield-Meadows Field (en), - Boise, - Bozeman Yellowstone (en), - Burbank-Hollywood, - Calgary, - Eugène, - Arcata-Eureka, - Fresno Yosemite, - Kansas City, - Medford (Oregon), - Minneapolis-Saint-Paul, - Monterey (Californie), - North Bend (en), - Ontario, - Santa Ana-J. Wayne, - Palm Springs, - Phoenix-Sky Harbor, - Redding (en), - Redmond (Roberts Field) (en), - Reno-Tahoe, - Sacramento, - Salt Lake City, - San Luis Obispo (en), - Santa Barbara (en), - Spokane, - Tri-Cities (Washington) (en), - Tucson, - Vancouver En saison : - Aspen, - Bishop-Eastern Sierra (en), - Vail (comté d'Eagle), - Kalispell (en), - Yampa Valley (en), - Jackson Hole, - Missoula, - Montrose (en), - Rapid City, - Seattle-Tacoma, - Sun Valley (Idaho) (en) | [ 54 ] |
| Vietnam Airlines              | Hô Chi Minh Ville (Tân Sơn Nhất) | [ 55 ] |
| Virgin Atlantic               | Londres-Heathrow | [ 56 ] |
| WestJet                       | Calgary En saison : Vancouver | [ 57 ] |

Édité le 28/01/2023

## Terminaux

### Terminal 1

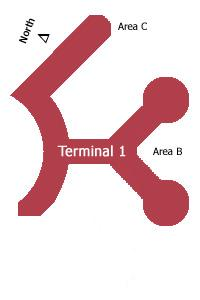
Schéma du Terminal 1.

(anciennement le South Terminal)

#### Rotonde (Rotunda) A (portes 1-17)
Cette rotonde A sera démolie après la fin des travaux du terminal 2. En enlevant ce bâtiment, de l’espace sera libéré pour de nouvelles portes du côté est du terminal A (international).

### Terminal 2
Précédemment connu comme Terminal international avant l’ouverture du nouveau terminal international, le terminal qui datait de 1954 a été fermé en 2000 et est encore actuellement en travaux. Il va rouvrir comme un terminal intérieur et remplacera la rotonde A. Il est actuellement utilisé encore comme chemin de passage pour les piétons entre les terminaux 1 et 3. « SFO Medical Clinic »(Archive.org • Wikiwix • Archive.is • Google • Que faire ?) (consulté le 8 octobre 2017) est située sur le niveau des arrivées de bagages (en bas des escaliers).

### Terminal 3

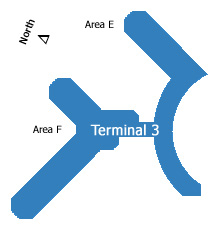
Schéma du Terminal 3.

(auparavant le North Terminal)

### Terminal international

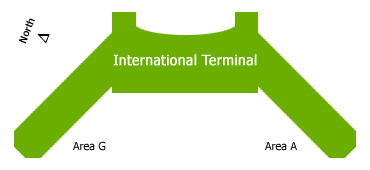
Schéma du Terminal international.

Le terminal international de SFO est le plus grand terminal en Amérique du Nord et le plus grand bâtiment dans le monde construit sur une isolation de la base pour le protéger des tremblements de terre.
La zone d'embarquement a deux niveaux, avec les boutiques et les restaurants à l’étage supérieur et les salons de départ au niveau inférieur.

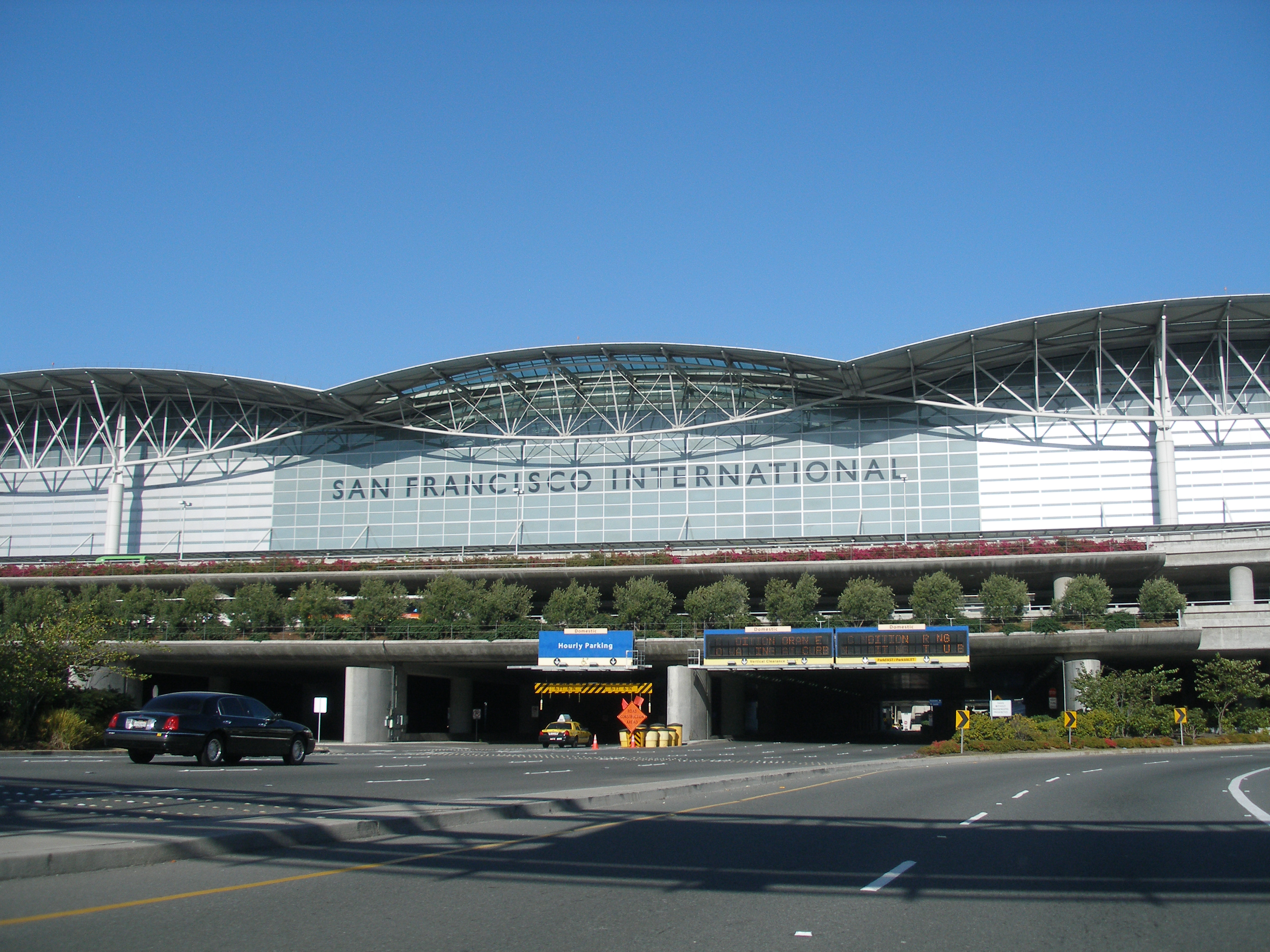
Vue de l'autoroute.

Faute de place, le terminal est construit au-dessus de la principale route d’accès à l'aéroport, au prix d'une dépense exceptionnelle. Cependant, l'avantage d'une telle construction est de compléter un anneau continu de terminaux tout autour de la bretelle principale de chargement et déchargement. L'inconvénient est que ce terminal exige la construction de bretelles d'accès spécifiques à l'autoroute No 101.
Les portes internationales ont des lettres préfixes A et G pour leurs zones d’embarquement respectives. Ce préfixe est sans doute utilisé pour éviter toute confusion entre la zone d’embarquement A et la rotonde A. Ces deux zones sont côte à côte. Ces lettres pourraient être supprimées lors de la destruction de la rotonde.

## Culture populaire
L'aéroport apparaît dans le jeu vidéo Grand Theft Auto: San Andreas sous le nom anglais Easter Bay International Airport.